# Rechtes Bairin-Banner

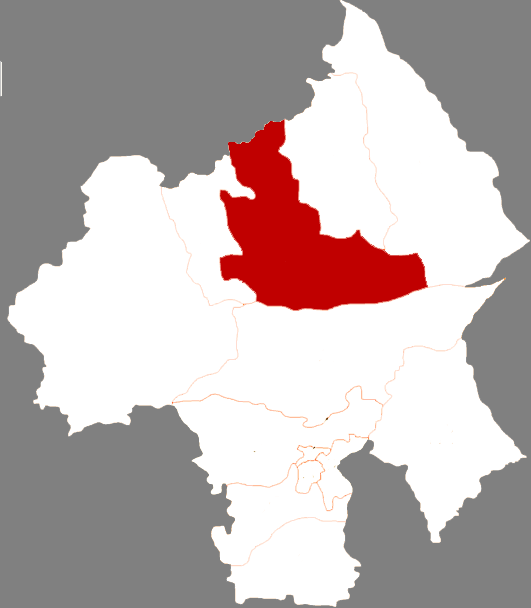
Lage des Rechten Bairin-Banners in Chifeng

Das Rechte Bairin-Banner (chinesisch 巴林右旗, Pinyin Bālín Yòu Qí; mongolisch ᠪᠠᠭᠠᠷᠢᠨ ᠪᠠᠷᠠᠭᠤᠨ ᠬᠣᠰᠢᠭᠤ Baɣarin Baraɣun qosiɣu) ist ein Banner der bezirksfreien Stadt Chifeng (mongol. Ulanhad) im Nordosten des Autonomen Gebiets Innere Mongolei der Volksrepublik China. Es hat eine Fläche von 9.837 km² und zählt 180.000 Einwohner. Sein Hauptort ist die Großgemeinde Daban (大板镇).
Koordinaten: 43° 32′ N, 118° 40′ O